# Elöverkänsligas Riksförbund
Elöverkänsligas Riksförbund är en förening för så kallade elöverkänsliga, det vill säga personer som anser sig bli  påverkade av svaga elektromagnetiska fält.
Elöverkänsligas Förbund bildades år 1987, under namnet Föreningen för El- och Bildskärmsskadade, FEB. År 2022 hade förbundet ha cirka 2 200 medlemmar. Elöverkänsligas Förbund är ett av 43 förbund inom Funktionsrätt Sverige.